# Ісая 7:14

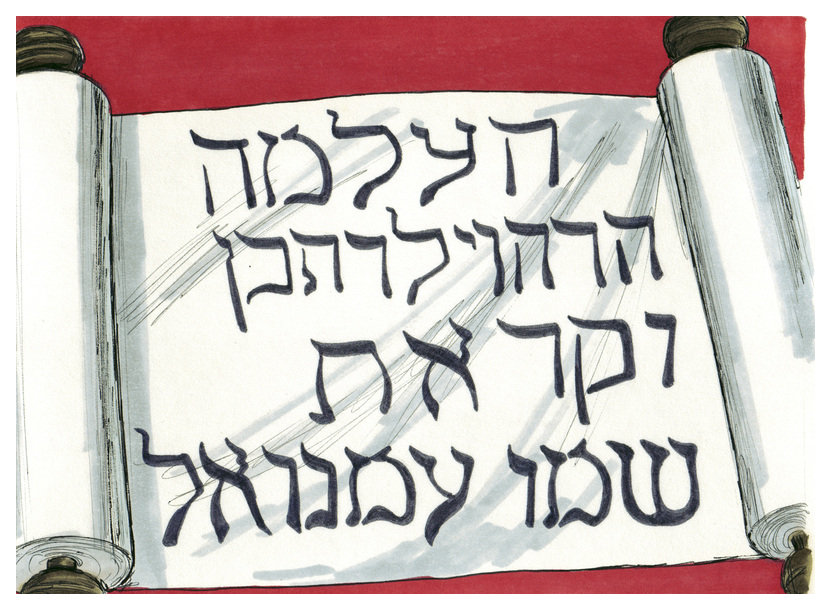
Остання частина на івриті.

Ісая 7:14 — вірш у сьомому розділі Книги Ісаї, в якому пророк Ісая, звертаючись до царя Юди Ахаза, обіцяє цареві, що Бог знищить його ворогів; як знак того, що його провидіння є правдивим, Ісая пророкує, що альмах ("діва") незабаром народить дитину, ім'я якої буде Еммануїл, "Бог з нами", і що загроза з боку ворожих королів закінчиться до відлучення дитини. Автор Євангелія від Матвія використовував це, щоб сказати, що Ісус народився незайманою (непорочною) дівою.

### Пророцтво - Ісая 7: 11–16
7:11 יא שְׁאַל-לְךָ אוֹת, מֵעִם יְהוָה אֱלֹהֶיךָ; הַעְמֵק שְׁאָלָה, אוֹ הַגְבֵּהַּ לְמָעְלָה.
"Попросіть знамення у Господа, Бога вашого, із нижнього Шеолу чи з найвищого неба".
7:12 יב וַיֹּאמֶר, אָחָז: לֹא-אֶשְׁאַל וְלֹא-אֲנַסֶּה, אֶת-יְהוָה.‬
Але Ахаз сказав: "Я не прошу і не буду випробовувати Господа".
7:13 יג וַיֹּאמֶר, שִׁמְעוּ-נָא בֵּית דָּוִד: הַמְעַט מִכֶּם הַלְאוֹת אֲנָשִׁים, כִּי תַלְאוּ גַּם אֶת-אֱלֹהָי.‬
Тоді він відповів: "Слухай, дому Давида! Чи недостатньо спробувати терпіння чоловіків? Ви також спробуєте терпіння мого Бога?
7:14 יד לָכֵן יִתֵּן אֲדֹנָי הוּא, לָכֶם--אוֹת: הִנֵּה הָעַלְמָה, הָרָה וְיֹלֶדֶת בֵּן, וְקָרָאת שְׁמוֹ, עִמָּנוּ אֵל.‬
тому сам Господь дасть вам знак: діва з дитиною, і вона народить сина, і назве його ім'я Іммануїл.
7:15 טו חֶמְאָה וּדְבַשׁ, יֹאכֵל--לְדַעְתּוֹ מָאוֹס בָּרָע, וּבָחוֹר בַּטּוֹב.‬
На той час, коли він навчиться відкидати погане і вибирати добро, він буде їсти смирну масу і мед.
7:16 טז כִּי בְּטֶרֶם יֵדַע הַנַּעַר, מָאֹס בָּרָע--וּבָחֹר בַּטּוֹב: תֵּעָזֵב הָאֲדָמָה אֲשֶׁר אַתָּה קָץ, מִפְּנֵי שְׁנֵי מְלָכֶיהָ.‬
Бо перш ніж дитина не зможе відкинути погане і вибрати добро, на землю двох царів прийде спустошення, перед яким ти тепер причаїшся ».

## Інтерпретація

### Книга Ісаї
Ісая обіцяє Ахазу, що Бог знищить його ворогів і каже йому попросити у Бога ознаки, що це справжнє пророцтво. Знак даний йому означає особливу подію, яка підтверджує слова пророка. Ознакою для Ахаза буде народження сина Божого.   

### Євангеліє від Матвія
Книга Ісаї була найпопулярнішою з усіх пророчих книг серед ранніх християн  — на неї припадає більше половини посилань та цитат у Новому Заповіті та понад половину цитат, приписуваних самому Ісусу, а Євангеліє від Матвія зокрема Ісусове служіння як багато в чому виконання пророцтв Ісаї. Однак, за часів Ісуса, євреї Палестини більше не розмовляли івритом, і Ісаю довелося перекласти грецькою та арамейською, двома загальновживаними мовами. У первісному єврейському Ісаї 7:14 слово альма означало молоду жінку дітородного віку, яка ще не народила; однак грецький переклад "Септуаґінта" представив це як партенос, слово, що означає діва. Це дало євангелісту Матвію можливість трактувати народження Ісуса як виконання пророцтва Емануїла: Ісус стає Богом з нами (Матвія 1:23), божественним представником на землі, а Матвій далі ототожнює Ісуса з Еммануїлом, що народився Дівою, стверджуючи, що Йосип не мав статевих стосунків з Марією до того, як вона народила (Матвія 1:25).

### Переглянута стандартна версія
Початкове значення слова "партенос" у Септуаґінті (тобто єврейській Біблії, перекладеній елліністичними євреями діалектом грецької мови койне ), є "молода жінка", а не "діва", але слово змінювало значення протягом століть; таким чином автори Матвія та Луки вірили натомість, що Ісая передбачає народження діви для майбутнього Месії тому вони схвалили свій вибір, цитуючи грецький переклад.